# چیتچور
چیتچور (به هندی: Chitchor) فیلمی محصول سال ۱۹۷۶ و به کارگردانی باسو چاترجی است. در این فیلم بازیگرانی همچون آمل پالکار، زارینا وهاب، ای. کی. هانگال ایفای نقش کرده‌اند.